# Vessioli (Iujni)
Vessioli - Весëлый (rus) - és un khútor que pertany al municipi de Iujni del krai de Krasnodar, a Rússia. Es troba als vessants septentrionals del Caucas occidental, a 6 km al nord de Krimsk i a 82 km a l'oest de Krasnodar, la capital.